# Otos (Espagne)
Pour les articles homonymes, voir Otos.
Otos (en valencien et en castillan) est une commune de la province de Valence, dans la Communauté valencienne, en Espagne. Elle est située dans la comarque de la Vall d'Albaida et dans la zone à prédominance linguistique valencienne.

## Géographie

Localisation d'Otos
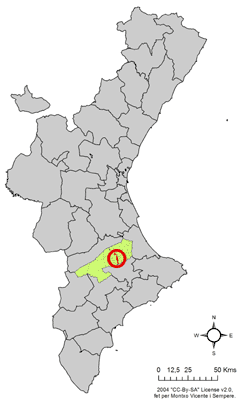
dans la Communauté valencienne.
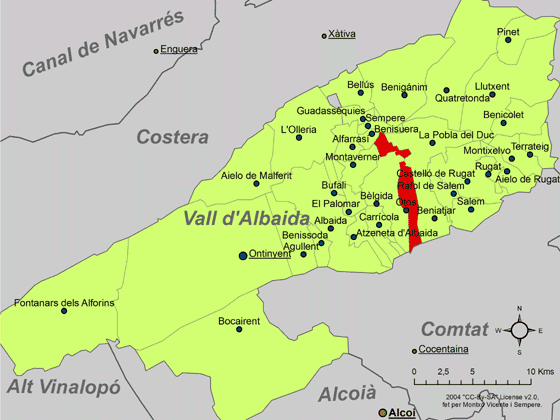
dans la comarque de la Vall d'Albaida.

La commune est située au pied du Benicadell (1 106 m)